# Wat Tyler
Pour les articles homonymes, voir Tyler.
Wat Tyler (? - 15 juin 1381) est un paysan anglais, soldat démobilisé des guerres de France, qui a pris la tête d'une révolte des siens en lutte contre les impôts excessifs. Il n'est pas l'instigateur de la Révolte des Paysans mais il en a certainement été le fer de lance.

## Le contexte
Depuis le milieu du XIVe siècle, la situation du paysan anglais a sérieusement empiré. C'est lui qui a la lourde charge de payer la guerre du roi d'Angleterre en France. Le Statut des travailleurs de 1351, empêchant une hausse des salaires, a augmenté le mécontentement. En 1380, le Parlement décide la levée d'une nouvelle poll tax et l'envoi de commissaires royaux dans les campagnes pour éviter les fraudes. 
C'en est trop pour les paysans. Au début de 1381, la révolte éclate en Essex et se répand vite dans le Kent, le Sussex, le Norfolk. Partout, les nobles fuient, les châteaux brûlent. L'un des meneurs, le prédicateur John Ball, prêche l'égalité entre les humains. Arrêté en mai par les gardes de l'archevêque de Cantorbéry, Simon de Sudbury, il annonce : « Il y aura 20 000 hommes qui vont me libérer. »

## Wat Tyler et la révolte
Après la guerre française, Wat Tyler était retourné travailler sur sa terre dans le Kent. Un percepteur royal se présente chez lui et tente de se payer en essayant de violer sa fille de 15 ans. Encouragé par ses voisins, Tyler assassine à coups de marteau l'agresseur de sa fille. Les paysans du Kent, qui connaissent sa valeur, l'élisent chef des rebelles. Celui-ci, qui ne peut plus revenir en arrière, accepte.
Leur première direction est Cantorbéry où ils libèrent John Ball. Puis ils décident de marcher sur Londres. Sur leur chemin, ils ouvrent les prisons et décapitent les juges qui tombent entre leurs mains. Le 10 juin, lorsqu'ils arrivent aux portes de la capitale, ils sont près de 100 000 insurgés qui exigent de parler au roi.

## Wat Tyler et RichardII

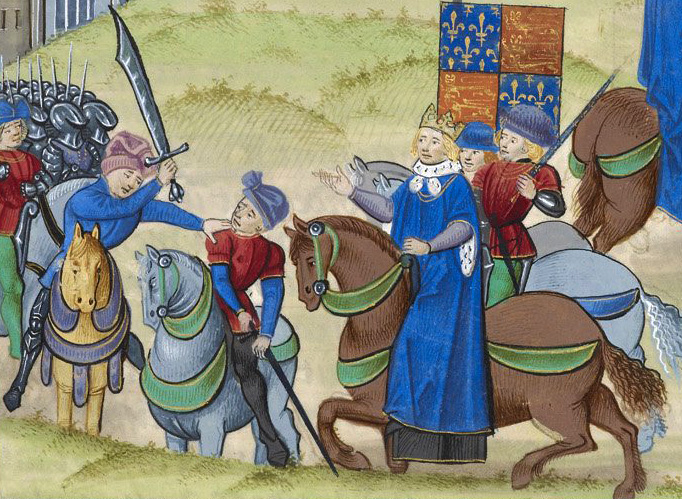
La mort de Wat Tyler.

Wat Tyler ne veut pas renverser le gouvernement mais exige des réformes. C'est pourquoi il veut négocier avec le roi. C'est pourquoi aussi il impose une discipline à ses hommes en interdisant les pillages et en punissant de mort les fautifs.
Finalement, Richard II accepte de le rencontrer. Le jeune roi de 15 ans arrive à bord d'une barque sur la Tamise, mais il prend peur et décide de rebrousser chemin. Il va se réfugier à la Tour de Londres avec quelques notables, dont Simon Sudbury, l'archevêque de Cantorbéry. Tyler assiège alors la Tour qui est prise en deux feux. Sudbury est arrêté et assassiné, peut-être à l'instigation de John Ball.
Richard II rencontre Tyler à Mile End, un faubourg de Londres. Le capitaine des insurgés exige l'abolition du servage, de la poll tax et du privilège de la chasse et de la pêche de la noblesse. Le roi veut gagner du temps car il sait que Robert Knolles est en train de lever une armée non loin de là. Il accepte tout et fixe rendez-vous au lendemain pour finaliser les détails de l'entente.

## La mort de Tyler
Les détails de la rencontre varient selon les chroniques mais elles s'accordent toutes sur son déroulement général. Le roi et son escorte, au moins 200 hommes d'armes, se positionnèrent à l'extérieur du prieuré St Barthélémy à l'est de Smithfield avec des milliers de rebelles à l'ouest,,. Richard II a probablement demandé à Tyler de venir à sa rencontre et Tyler salua le roi avec ce que l'escorte royale jugeait être une familiarité excessive en le qualifiant de « frère » et en lui promettant son amitié. Richard II demanda pourquoi Tyler et les rebelles n'avaient pas encore quitté Londres après la signature des chartes la veille mais cela fut suivi par une violente répartie de Tyler qui demanda d'autres concessions. Le chef des rebelles exigea grossièrement des rafraîchissements et tenta de partir après les avoir eus.
Une altercation éclata entre Tyler et des membres de la suite du roi et le lord-maire de Londres William Walworth s'interposa. Tyler avança vers le roi et son escorte intervint. Walworth ou Richard II ordonnèrent l'arrestation de Tyler qui tenta d'attaquer le lord-maire ; ce dernier se défendit en le poignardant. Ralph Standish, un écuyer du roi, frappa alors plusieurs fois Tyler avec son épée et il fut mortellement blessé. La situation était très précaire et les rebelles se préparaient à tirer une volée de flèches. Richard II chevaucha à l'avant des rebelles et les convainquit de le suivre jusqu'à Clerkenwell. Dans le même temps, Walworth commença à reprendre le contrôle de la situation avec l'aide de renforts de la ville. La tête de Tyler fut coupée et exposée sur un pieu ; avec la mort de leur chef et le gouvernement royal soutenu par la milice londonienne, le mouvement rebelle commença à s'effondrer,. Richard II adouba immédiatement Walworth et ses partisans pour leurs services.